# Мальта на зимних Олимпийских играх 2022
Мальта приняла участие на зимних Олимпийских играх 2022 года в Пекине, Китай, с 4 по 20 февраля 2022 года. 
Во время церемонии открытия мальтийский флаг несла сноубордистка Дженис Спитери.

## Участники
Ниже приведен список участников, участвующих в Олимпийских Играх:
| Спортсмен   | Мужчины | Женщины | Всего |
| ----------- | ------- | ------- | ----- |
| Сноубординг | 0       | 1       | 1     |
| Всего       | 0       | 1       | 1     |

## Сноубординг
Мальта квалифицировала одну сноубордистку-женщину в соревнованиях по хафпайпу. Это ознаменует дебют Мальты на зимних Олимпийских играх в этом виде спорта. 
Фристайл
Женщины
| Спортсмены     | Событие | Квалификация | Квалификация | Квалификация | Квалификация | Финал    | Финал    | Финал    | Финал        | Финал |
| Спортсмены     | Событие | Запуск 1     | Запуск 2     | Лучший       | Ранг         | Запуск 1 | Запуск 2 | Запуск 3 | Лучший/Всего | Ранг  |
| -------------- | ------- | ------------ | ------------ | ------------ | ------------ | -------- | -------- | -------- | ------------ | ----- |
| Дженис Спитери | Хафпайп |              |              |              |              |          |          |          |              |       |

## Неконкурентоспособные виды спорта

### Горные лыжи
Соответствуя базовым квалификационным стандартам, Мальта квалифицировала одну женщину-горнолыжницу. Эта лыжница, Элиза Пеллегрин, единственная зимняя олимпийка Мальты до этого издания, однако, не была выбрана в команду из-за отсутствия недавних соревнований.